# Муслюмово (Муслюмовский район)
Муслю́мово (тат. Мөслим) — село в Республике Татарстан. Административный центр Муслюмовского района и Муслюмовского сельского поселения.

## География
Расположено около реки Ик, в 319 км от Казани.

## История
Известно с 1748 года.
В «Списке населенных мест по сведениям 1870 года», изданном в 1877 году, населённый пункт упомянут как деревня Муслюмова 2-го стана Мензелинского уезда Уфимской губернии. Располагалась при реке Ике, по левую сторону просёлочной дороги из Мензелинска в Бугульму, в 35 верстах от уездного города Мензелинска и в 25 верстах от становой квартиры в селе Александровское (Кармалы). В деревне, в 176 дворах жили 1084 человека (532 мужчины и 552 женщины, тептяри, татары), были мечеть, училище, водяная мельница. Жители занимались земледелием, скотоводством.
До 1920 года находилось в Ирехтинской волости Мензелинского уезда Уфимской губернии. С 1920 года входило в Мензелинский кантон Татарской АССР, с 10 августа 1930 года — центр Муслюмовского района. 1 февраля 1963 года в связи с упразднением района село вошло в Сармановский район, с 12 января 1965 года после восстановления района вновь является районным центром. В 1986—1991 годах Муслюмово имело статус посёлка городского типа.

## Население
| 1959 | 1970  | 1979  | 1989  | 2002  | 2010  | 2021  |
| ---- | ----- | ----- | ----- | ----- | ----- | ----- |
| 3209 | ↗4021 | ↗4799 | ↗6206 | ↗7392 | ↘7348 | ↗8043 |